# Orchis brancifortii
Orchis brancifortii es una orquídea de hábito terrestre originaria de Europa. 

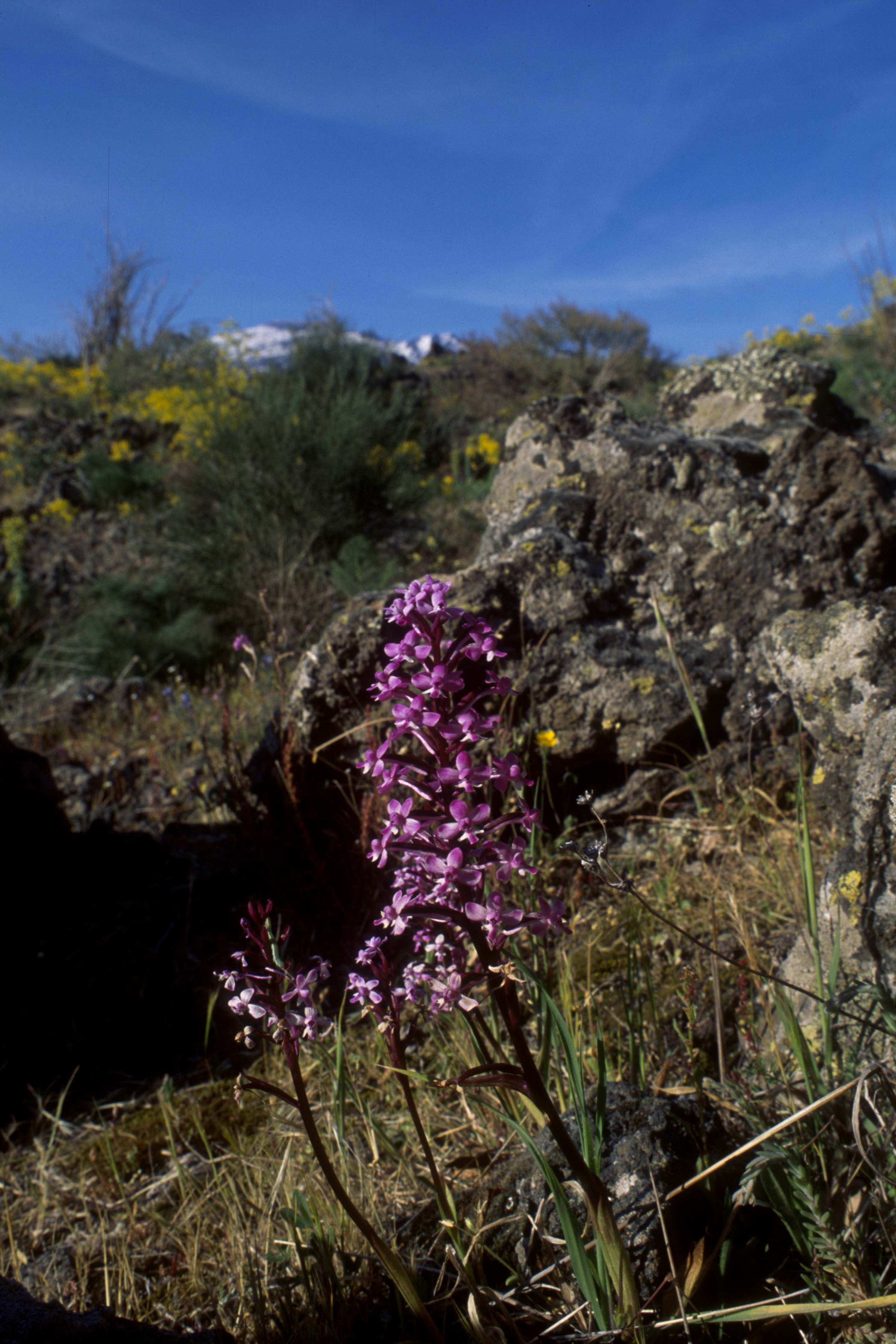
Vista de la planta

## Hábitat y distribución
Se encuentra en Cerdeña y Sicilia en garrigas abiertas, matorrales y bosques abiertos en alturas sobre los 1300 m s. n. m.

## Descripción
Es una especie herbácea de pequeño tamaño, terrestre, que prefiere el clima frío. Tiene un tallo con 2 a 6 hojas basales, oblongas o estrechamente lanceoladas que florece en la primavera con flores de 2 cm de longitud de color violeta.

## Taxonomía
Orchis brancifortii fue descrita por Antonino Bivona Bernardi  y publicado en Stirpium Rariorum Minusque Cognitarum in Sicilia 1(11): t. 1, f. 1. 1813.
Etimología
Estas  orquídeas reciben su nombre del griego όρχις "orchis", que significa testículo, por la apariencia de los tubérculos subterráneos en algunas especies terrestres. La palabra 'orchis' la usó por primera vez  Teofrasto (371/372 - 287/286 a. C.), en su libro  "De historia plantarum" (La historia natural de las plantas). Fue discípulo de Aristóteles y está considerado como el padre de la Botánica y de la Ecología.
brancifortii: epíteto que honra a Brancifort, un príncipe siciliano de los años 1800 protector del botánico italiano que describió a esta especie por primera vez: Antonino Bivona Bernardi.
Sinonimia
- Anacamptis brancifortii Lindl. 1835;
- Anacamptis quadripunctata Lindl. 1835;
- Orchis brancifortii f. maculata J.Baláz & M.Baláz 1995;
- Orchis quadripunctata subsp. brancifortii (Biv.) E.G.Camus 1928[2]